# Марија Магдалена (Пушћа)
Марија Магдалена је насељено место у саставу општине Пушћа у Загребачкој жупанији, Хрватска. До територијалне реорганизације у Хрватској налазила се у саставу старе загребачке приградске општине Запрешић.

## Становништво
На попису становништва 2011. године, Марија Магдалена је имала 263 становника.

## Попис1991.
На попису становништва 1991. године, насељено место Марија Магдалена је имало 225 становника, следећег националног састава:
| Попис 1991.‍ | Попис 1991.‍ | Попис 1991.‍ | Попис 1991.‍ | Попис 1991.‍ |
| ----------- | ----------- | ----------- | ----------- | ----------- |
|             |             |             |             |             |
| Хрвати      | Хрвати      |             | 212         | 94,22%      |
| Словенци    | Словенци    |             | 2           | 0,88%       |
| Муслимани   | Муслимани   |             | 1           | 0,44%       |
| непознато   | непознато   |             | 10          | 4,44%       |
| укупно: 225 |             |             |             |             |